# Крысанова, Екатерина Валерьевна
Екатери́на Вале́рьевна Крыса́нова (род. 22 марта 1985, Москва) — российская артистка балета. Народная артистка Российской Федерации (2024). Народная артистка Республики Северная Осетия—Алания (2013). Танцующая в труппе Большого театра (с 2003 года, с 2011 года — прима-балерина). В театре работала с педагогом Светланой Адырхаевой.

## Биография
Родилась в 1985 году в Москве. В 1995 году была принята в центр оперного пения Галины Вишневской, позже перевелась в хореографическую школу Михаила Лавровского. В 2001 году поступила в Московскую академию хореографии. Будучи ученицей, исполнила партию Лизетты в школьном спектакле «Волшебная флейта» Р. Дриго. В 2003 году окончила МГАХ и была принята в балетную труппу Большого театра. С самого начала работы в театре её педагогом-репетитором и наставником была балерина Светлана Адырхаева.
В 2008 году Крысановой было присвоено звание «Заслуженная артистка Республики Северная Осетия-Алания», а в 2013 году — звание «Народная артистка Республики Северная Осетия-Алания». В 2011 году она становится примой-балериной Большого театра.
3 апреля 2024 года президент России Владимир Путин подписал указ о присвоении Екатерине Крысановой звания народной артистки РФ.

## Санкции
7 января 2023 года, из-за вторжения России на Украину, внесена в санкционный список Украины лиц «которые публично призывают к агрессивной войне, оправдывают и признают законной вооруженную агрессию РФ против Украины, временную оккупацию территории Украины». Предполагается блокировка активов на территории страны, приостановка выполнения экономических и финансовых обязательств, прекращение культурных обменов и сотрудничества, лишение украинских госнаград.

## Партии
- Испанская кукла («Щелкунчик» П. Чайковского в постановке Ю. Григоровича, 2003)
- «две пары» в III части («Симфония до мажор» Ж. Бизе, хореография Дж. Баланчина)
- солистка III части («Симфония до мажор» Ж. Бизе, хореография Дж. Баланчина)
- первая вариация в картине «Тени» («Баядерка» Л. Минкуса, хореография М. Петипа в редакции Ю. Григоровича)
- партия в балете «Пассакалья» (на музыку А. фон Веберна в постановке Р. Пети)
- Фея Смелости («Спящая красавица» П. Чайковского, хореография М. Петипа в редакции Ю. Григоровича)
- первое па де труа («Агон» И. Стравинского, хореография Дж. Баланчина, 2004)
- девушки («Магриттомания» Ю. Красавина в постановке Ю. Посохова) — участница премьеры балета в Большом театре, 2004
- Гвадалквивир («Дочь фараона» Ц. Пуни в постановке П. Лакотта по М. Петипа, 2004)
- подруги Зины («Светлый ручей» Д. Шостаковича в постановке А. Ратманского)
- вариация в гран па («Раймонда» А.Глазунова, хореография М.Петипа в редакции Ю.Григоровича)
- вторая вариация в картине «Грезы Раймонды» («Раймонда» А.Глазунова, хореография М.Петипа в редакции Ю.Григоровича)
- подруги Ширин («Легенда о любви» А. Меликова, хореография Ю. Григоровича)
- машинистки («Болт» Д. Шостаковича в постановке А. Ратманского) — участница премьеры
- Соблазн («Предзнаменования» на музыку П. Чайковского, хореография Л. Мясина)
- Сверстницы принца («Лебединое озеро» П. Чайковского во второй редакции Ю. Григоровича, использованы фрагменты хореографии М. Петипа, Л. Иванова, А. Горского)
- Польская невеста («Лебединое озеро» П. Чайковского во второй редакции Ю. Григоровича, использованы фрагменты хореографии М. Петипа, Л. Иванова, А. Горского)
- солистка IV части («Симфония до мажор»)
- три дриады («Дон Кихот» Л. Минкуса, хореография М. Петипа, А. Горского в редакции А. Фадеечева)
- первая вариация в гран па («Дон Кихот» Л. Минкуса, хореография М. Петипа, А. Горского в редакции А. Фадеечева)
- подруги Жизели («Жизель» А. Адана, хореография Ж. Коралли, Ж. Перро, М. Петипа в редакции Ю. Григоровича)
- сильфиды («Сильфида» Х. Левеншелля, хореография  А. Бурнонвиля в редакции Э. М.фон Розен)
- солистка («Игра в карты» И. Стравинского в постановке А. Ратманского) — участница премьеры
- Принцесса Аврора («Спящая красавица» П. Чайковского, хореография М. Петипа в редакции Ю. Григоровича)
- Осень (первая исполнительница) («Золушка» С. Прокофьева, хореография Ю. Посохова, режиссёр Ю. Борисов)
- солисты вальса (была в числе первых исполнителей) («Золушка» С. Прокофьева, хореография Ю. Посохова, режиссёр Ю. Борисов)
- Золушка («Золушка» С. Прокофьева, хореография Ю. Посохова, режиссёр Ю. Борисов)
- Люська («Золотой век» Д. Шостаковича, хореография Ю. Григоровича)
- Па де де Чайковского (хореография Дж. Баланчина)
- Гамзатти («Баядерка» Л. Минкуса, хореография М. Петипа) — дебют состоялся на гастролях театра в Монте-Карло
- Зина («Светлый ручей» Д. Шостаковича в постановке А. Ратманского) — дебют состоялся на гастролях театра в Новосибирске
- Фея Сирени («Спящая красавица») — дебют состоялся на гастролях театра в Новосибирске
- Одетта-Одиллия («Лебединое озеро») — дебют состоялся на гастролях театра в Баден-Бадене, 2006
- солистка («В комнате наверху» Ф. Гласса, хореография Т. Тарп) — участница премьеры в Большом театре
- солистка («Misericordes» на музыку А. Пярта в постановке К. Уилдона)
- солистка («Класс-концерт» на музыку А. Глазунова, А. Лядова, А. Рубинштейна, Д. Шостаковича, хореография А. Мессерера)
- Одалиска (вторая) («Корсар» А. Адана, хореография М. Петипа, постановка и новая хореография А. Ратманского и Ю. Бурлаки)
- Гюльнара («Корсар» А. Адана, хореография М. Петипа, постановка и новая хореография А. Ратманского и Ю. Бурлаки)
- Сильфида («Сильфида» Х.С. Левенскольда, хореография А. Бурнонвиля в редакции Й. Кобборга)
- Солистка I части («Симфония до мажор»)
- Амур (первая исполнительница) («Пламя Парижа» Б. Асафьева в постановке А. Ратманского с использованием хореографии В. Вайнонена)
- Мирей де Пуатье («Пламя Парижа» Б. Асафьева в постановке А. Ратманского с использованием хореографии В. Вайнонена)
- Китри («Дон Кихот» Л. Минкуса, хореография М. Петипа, А. Горского в редакции А. Фадеечева)
- вариация (Большое классическое па из балета «Пахита» Л. Минкуса, хореография М. Петипа, постановка и новая хореографическая редакция Ю. Бурлаки) — участница премьеры
- пара в фиолетовом («Русские сезоны» Л.Десятникова в постановке А. Ратманского) — участница премьеры в Большом театре
- Мари («Щелкунчик» П. Чайковского, хореография Ю.Григоровича)
- L’Aurore/Заря («Коппелия» Л. Делиба, хореография М. Петипа и Э. Чекетти, постановка и новая хореографическая редакция С. Вихарева) — первая исполнительница в Большом театре
- Эгина («Спартак» А. Хачатуряна, хореография Ю. Григоровича)
- пара в желтом («Русские сезоны» Л.Десятникова, хореография А. Ратманского) — дебют состоялся на гастролях Большого театра в Санкт-Петербурге
- Классическая танцовщица («Светлый ручей» Д. Шостаковича в постановке А. Ратманского)
- Флер де Лис («Эсмеральда» Ц. Пуни, хореография М. Петипа, постановка и новая хореография Ю. Бурлаки, В. Медведева)
- солистка («Серенада» на музыку П. Чайковского, хореография Дж. Баланчина)
- Джульетта («Ромео и Джульетта» С. Прокофьева, хореография Ю. Григоровича)
- Медора («Корсар» хореография М. Петипа, постановка и новая хореография А. Ратманского и Ю. Бурлаки)
- Пахита (Большое классическое па из балета «Пахита» Л. Минкуса, хореография М. Петипа, постановка и новая хореографическая редакция Ю. Бурлаки)

Прима-балерина Екатерина Крысанова в партии Авроры в балете Чайковского «Спящая красавица». Август 2012 года

- Аспиччия («Дочь фараона» Ц. Пуни, хореография М. Петипа в редакции П. Лакотта)
- главная партия в балете «Рубины» (II части балета «Драгоценности») на музыку И. Стравинского (хореография Дж. Баланчина)
- Флорина («Утраченные иллюзии» Л. Десятникова в постановке А. Ратманского) — первая исполнительница
- партия в балете «Chroma» Дж. Тэлбота, Дж. Уайта (хореография У. МакГрегора) — участница премьеры в Большом театре
- Принцесса Аврора («Спящая красавица» П. Чайковского, хореография М. Петипа в новой редакции Ю. Григоровича)
- Жизель («Жизель» А. Адана, ред. Ю. Григоровича)
- Жанна («Пламя Парижа» Б. Асафьева, хореография А. Ратманского)
- ведущая партия в «Бриллиантах» (III части балета «Драгоценности») на музыку П. Чайковского (хореография Дж. Баланчина)
- ведущая пара («Классическая симфония» на музыку С. Прокофьева в постановке Ю. Посохова)
- Терпсихора («Аполлон Мусагет» И. Стравинского, хореография Дж. Баланчина)
- Никия («Баядерка» Л. Минкуса, хореография М. Петипа в редакции Ю. Григоровича)
- Анжела, дочь бандита («Марко Спада» Л. Делиба, хореография П. Лакотта)
- Сванильда («Коппелия» Л. Делиба, хореография М. Петипа и Э. Чекетти, постановка и новая хореографическая редакция С. Вихарева)
- Катарина («Укрощение строптивой» Д. Шостаковича, хореография Ж.-К. Майо) — первая исполнительница
- Мехмене Бану («Легенда о любви» А.Меликова, хореография Ю.Григоровича)
- Раймонда («Раймонда» А. Глазунова, хореография М. Петипа в редакции Ю. Григоровича)
- Татьяна («Онегин» П. Чайковского, хореография Дж. Кранко)
- Новенькая («Клетка» И. Стравинского, хореография Дж. Роббинса)
- Балерина («Этюды» К. Черни, хореография Х. Ландера)
- Кармен («Кармен-сюита» Ж. Бизе — Р. Щедрина в постановке А. Алонсо)
- Джульетта («Ромео и Джульетта» С. Прокофьева в хореографической редакции А. Ратманского) — первая исполнительница в Большом театре.
- Балерина («Петрушка» И. Стравинского в постановке Э. Клюга) — первая исполнительница в Большом театре
- Жизель («Жизель», редакция А. Ратманского)
- Ведущая солистка («Девятый вал» М. Глинки и Н. Римского-Корсакова, хореография Б. Ариаса, программа «Четыре персонажа в поисках сюжета») — участница мировой премьеры
- Ведущая солистка («Угасание» Э.Гранадоса, хореография Д. Милева, программа «Четыре персонажа в поисках сюжета») — участница мировой премьеры
- Аркадина («Чайка» И. Демуцкого, хореография Ю. Посохова)
- Маргарита («Мастер и Маргарита» А. Шнитке и М. Лазара, хореография Э. Клюга)
- Солистка/ ведущая пара («Сделано в Большом» А. Королёва, хореография А. Пимонова) — участница мировой премьеры
- Солистка/ три ведущие пары («Танцемания» Ю. Красавина, хореография Вячеслава Самодурова) — участница мировой премьеры
- Мазурка, op. 33, № 2, Вальс, op. 64, № 2 («Шопениана» Ф.Шопена, хореография хореография М.Фокина, в редакции Натальи Большаковой и Вадима Гуляева) — участница премьеры в Большом театре
- Вариация Р.Дриго для балета «Сильфида» Ж.-М. Шнейцхоффера (Большое классическое па из балета «Пахита», редакция Ю. Бурлаки)
- Джульетта («Ромео и Джульетта» С. Прокофьева, постановка Леонида Лавровского в редакции Михаила Лавровского)

## Награды
- 2001 — I премия Международного конкурса артистов балета в Люксембурге (младшая группа); III премия Международного конкурса артистов балета и хореографов в Москве (в категории «Солисты», младшая группа).
- 2002 — III премия конкурса учеников хореографических училищ «Ваганова-prix» (АРБ им. Вагановой, Санкт-Петербург).
- 2005 — II премия Международного конкурса артистов балета и хореографов в Москве (в категории «Дуэты», старшая группа).
- 2008 — Заслуженная артистка Республики Северная Осетия-Алания
- 2008 — приз журнала «Балет» «Душа танца» (в номинации «Восходящая звезда»)
- 2013 — Народная артистка Республики Северная Осетия-Алания
- 2015 — Премия «Золотая маска» в номинации за лучшую женскую роль (балет) — («Укрощение строптивой» (Катарина))
- 2016 — приз «Бенуа, Москва — Мясин, Позитано» (вручался на сцене Большого театра)
- 2018 — Заслуженная артистка Российской Федерации (3 мая 2018 года) — за большой вклад в развитие отечественной культуры и искусства, многолетнюю плодотворную деятельность[4]
- 2019 — Премия «Золотая маска» в номинации «Балет-современный танец/Женская роль» (Джульетта, «Ромео и Джульетта»)[5]
- 2021 — приз Benois de la Danse «За лучшую роль танцовщицы» (заглавная роль, «Жизель», А.Адан/Ж.Коралли, Ж.Перро, М.Петипа в редакции А.Ратманского. Большой театр России)[6]
- 2024 — Народная артистка Российской Федерации (3 апреля 2024 года) — за большие заслуги в развитии кинематографического, музыкального, театрального, хореографического и циркового искусства[7]